# Rokita (obwód wołyński)
Rokita  (ukr. Рокита) – wieś na Ukrainie w rejonie kowelskim, obwodu wołyńskiego. Liczy 800 mieszkańców.
Do 2020 w rejonie starowyżewskim.